# Csarmai offenzíva
A csarmai offenzíva, vagy más néven Fajr al-Csarmá, az Iraki Hadsereg az ISIL-ellenes szunnita törzsek közös hadművelete volt, mellyel megpróbálták visszaszerezni Irakban az ISIL kezén lévő Csarma kerületet. A támadás 2015. április 14-én indult. A harcok alatt az ISIL ellen szövetkezett erők elfoglalták Csarma egy részét és az északra vezető régi utat.
Az iraki állami támadásra válaszul az ISIL ellentámadást indított a régióban. Április 15-én megtámadta Ramádit, és elfoglalt három közeli falut, április 24-én pedig megszerezte a Tharthar víztározót. Május 15-re minden kormányzati központ az ISIL irányítása alatt állt Ramádiban.
Az ENSZ tisztviselőinek becslése szerint mintegy 114 000 ember hagyta el Ramádit az ISIL támadása miatt, így 2014 óta már több mint 400 000 ember menekült el Anbárból.

## Előzmények
A nyugat-iraki Anbár az ország legnagyobb és legritkábban lakott régiója. A lakosság nagy része olyan nagyvárosokban lakik, mint Ramádi vagy Fallúdzsa. Szinte mindenki más a Bagdadtól a szír határon keresztül folyó Eufrátesz közelében lakik.
A többségében szunnita lakosú Anbár volt az iraki ellenállás legnagyobb melegágya, mikor az USA megszállta az országot. A 2003-as fallúdzsai gyilkosság és az iraki hadsereg 2003. május 25-i feloszlatása után sok szunnita az amerikai megszállók ellen fordult. Mivel sok helyi a hadsereg vagy a párt alkalmazásában állt, így ezek a lépések több ezer ember munkáját vették el. Ezeket a lépéseket az irakiak lenézésének tekintették.
2004-re a kormányzóság teljesen fellázadt, és az al-Káida iraki szárnya lett a terület legfontosabb szunnita felkelő tábora. A kormányzóság központjában, Ramádiban rendezte be a szervezet a központját. Több csatát is megszenvedett a terület, mivel az iraki felkelők sokszor összecsaptak az amerikaiakkal, hogy megszerezzék Anbár felett az ellenőrzést. Ezek közé a csaták közé tartoztak a 2004-es ramádi, és fallúdzsai csaták és egy újabb csata Ramádiban 2006 folyamán. Amerikai szempontból az iraki háború első négy évének legvéresebb területe Anbár volt. Itt esett el az amerikai halottak harmada. Részben azzal magyarázható a nagy arány, mivel itt, az Eufrátesz völgyében vezetett a Szíriából Irak központjába tartó külföldi csapatok egyik legfontosabb útvonala.
Abdul Szattar Abu Risa sejk vezetésével több, Ramádi környéki törzs fellázadt az al-Káida ellen, és megalakították az Anbári Ébredés nevű koalíciót. Segítségükkel az amerikai és iraki erők a törzsiek támogatásával megfordították az erőviszonyokat, és 2007. elején visszaszerezték Ramádit Hítet, Haditha, és Rutbah városait. 2007. júniusban az amerikaiak figyelme Anbár felé fordult, és segítettek Fallúdzsa és Csarma védelmében.
Az amerikai erők 2011-es iraki kivonását követően a területet az ISIL szerezte meg, és itt építették ki iraki központjukat. 2014. júniusra Anbár legalább 70%-a az ISIL ellenőrzése alá került, és ők irányították Fallúdzsát, Galimot, Abu Ghraibot, és Ramádi egyik felét.

A térkép a 2014. júniusi helyzetet mutatja Anbárban.

Az SIL előretörésére válaszul az iraki kormány amerikai és iráni segítséggel ellentámadást indított a szervezet ellen, és ennek volt a része az anbári offenzíva. A támadás kezdetekor az iraki kormány csak Ramádi belvárosát tartotta ellenőrzése alatt, mind a központ külvárosai, mind a vidék túlnyomó része a felkelők kezén volt.

## A kormány hadereje
Az anbári offenzívát egy többnemzetiségű csapat hajtotta végre, melynek hivatalos vezetője az Iraki Biztonsági Haderő volt. Őket a Hasd al-Sábi, egy nagyrészt síita, kisebb részben szunnita harcosokból álló, iraki kormányzati ernyőszervezet támogatta. A támadás nagy részét az iraki rendőrség valamint Ramádiban a síita egységek hajtották végre. Történelmi okokból nem engedték meg sem nekik, sem a szunnitáknak, hogy belépjenek a város területére.
Először arról szóltak a jelentések, hogy mintegy 10 000 szunnita harcos csatlakozhat az iraki hadsereghez. Május 9-ig 1000 törzsi harcos csatlakozott az irki hadsereg Amiriyat al-Fallujah-i táborában.
Az iraki erők a 2014. októberben felállított, az ISIL ellen létrehozott, amerikai vezetésű légierőtől is kapott támogatást. Ennek az erőnek a legfőbb célja Szíriában és Irakban, így többek között Anbárban az iszlamisták meggyengítése. Ebben a légierőben ott vannak Ausztrália, Belgium, Dánia, az Egyesült Királyság, Franciaország, Hollandia Jordánia és Kanada katonái is.

## Az offenzíva
Az iraki hadsereg tikriti előrenyomulása után 2015. április 8-án Hájder ál-Ábádi iraki miniszterelnök bejelentette, hogy Anbár kormányzóságban offenzívát indítanak, hogy kiűzzék onnan az ISIL embereit. Erre válaszul a következő tíz napban az iszlamisták 300 embert végeztek ki.
Maga az offenzíva április 1-jén indult, és az ISIL egyik Ramádi elleni rajtaütése után az ENSZ tisztviselői szerint 14,500 embert vezényeltek a helyszínre. A rmádi akció annak a műveletnek az egyik része volt, melyben az ISIL Tikrit elvesztése után áttette a katonai tevékenységeinek központját Anbárba. Egy iraki televízió szintén arról számolt be, hogy az ISIL nagyívű offenzívát indított Ramádi környékének az elfoglalására, és az utánpótlás elvágása érdekében már egy főutat meg is próbált a felügyelete alá vonni. A Pentagon dolgozói nem vették eléggé komolyan a figyelmeztetést, amit az ISIL Ramádi elfoglalása iránti elszántságáról kaptak. A támadás előtti napon sikertelen merényletkísérletet követtek el az iraki Anbár kormányzója, Anbar Suhaib al-Rawi ellen.
Április 15-én arról jöttek hírek, hogy az elmúlt napokban az ISIL további 300 szunnitát végzett ki Anbárban a Ramádi környékén elfoglalt három faluban.
Az első hetekben az iraki hadsereg lassan tudott előre hatolni, de április végén a Fallúdzsa melletti Csarmából győzelmekről szóló hírek érkeztek.
Április 23-án az iraki hadsereg biztosítani tudta a Csarmába vezető régi utat, három nappal később pedig megszerezték a város egy része fölött az irányítást.
Az offenzíva során a RAF több pilótája segített Panavia Tornado GR4 és Reaper pilóta nélküli repülőgépek bevetésével. Anbárban Ramádi környékén és Csarma bevételekor vették hasznát az irakiak. Megsemmisítették az SIL által emelt úttorlaszokat, felszámolták a rejtekhelyeket, az orvlövészeket kilőtték, és felrobbantották az iszlamisták tankjait, robbanóeszközeit és harcosait.

## Külső hivatkozások
- Operation Inherent Resolve airstrike updates